# Mariana Díaz Oliva
Mariana Díaz Oliva (Buenos Aires, 11 de março de 1976) é uma ex-tenista profissional argentina.